# Zegel van Arizona

Zegel van Arizona.

Het zegel van Arizona is het staatszegel van de Amerikaanse staat Arizona dat officieel werd aangenomen in 1912. Op het zegel staat de tekst Ditat Deus, wat God verrijkt betekent.